# Walter Wislicenus
Pour les articles homonymes, voir Wislicenus.
Walter Friedrich Wislicenus, né le 5 novembre 1859 à Halberstadt et mort le 3 octobre 1905 à Strasbourg, est un astronome allemand.

## Biographie
Walter Wislicenus était le fils d’Adolph Timotheus Wislicenus (5.10.1806 - 1.8.1883), prédicateur d’une communauté religieuse indépendante et d’Helene Charlotte Menzzer (décédée le 5.8.1911).
Après des écoles préparatoires à Berlin et à Dresde, il étudia, à partir de Pâques 1879, les mathématiques et l’astronomie à l’université de Leipzig. Dans ce centre de recherches astronomiques d’Allemagne se trouvaient notamment Karl Christian Bruhns, Hugo von Seeliger et Friedrich Zöllner. Le premier était responsable de l’analyse des observations photographiques du transit de Vénus de 1874, alors qu’August Winnecke l’était à l’observatoire de Strasbourg pour les observations visuelles (héliométriques). Puisque ces dernières paraissaient les plus prometteuses, Wislicenus se rendit à Strasbourg à Pâques 1880 pour y continuer son éducation. Il posa aussi sa candidature pour participer à l’une des expéditions de 1882 et devint le troisième membre de celle se rendant à Bahía Blanca en Argentine.
À son retour en 1883, il obtint le poste de deuxième assistant à l’observatoire et, l’année suivante, celui de premier assistant à la suite du départ de Hartwig, avec la charge de réaliser les observations au cercle méridien et à l’héliomètre. À la fin de 1885, il reçut son doctorat avec une thèse sur la période de rotation exacte de la planète Mars. Deux ans plus tard, il obtint son venia legendi (agrégation en astronomie) en soumettant une étude de l’équation personnelle. Le 1er octobre 1889, il quitta son poste d’assistant et se focalisa sur l’enseignement académique et la recherche privée, tout en utilisant le réfracteur de 6" de l’Observatoire. En juillet 1884, il fut engagé comme Professeur Extraordinaire à l’Université.
Outre ses activités d’enseignant, il écrivit de nombreux ouvrages semi-populaires relatifs à  la détermination des positions géographiques, à la chronologie, à l’astrophysique et au calendrier. Beaucoup plus importante cependant fut son édition des premiers volumes de l’Astronomischer Jahresbericht (de), une bibliographie annuelle de toutes les publications astronomiques de l’année écoulée, ventilées en fonction de mots-clés et habituellement accompagnées d’un court résumé. Celle-ci lui survécut sous le patronage de la Société astronomique. La publication changea son titre en 1969 pour devenir Astronomy and Astrophysics Abstracts (de). Le dernier volume fut publié par l'Institut de calcul astronomique de Heidelberg en 2001 (littérature astronomique de l'année 2000).
Wislicenus, qui vécut tout d’abord à Strasbourg avec sa sœur Adele Dorette (*20.9.1856, +?) et sa mère veuve, épousa Elisabeth Dreyer peu après 1894. Ils eurent trois enfants (Otto Adolf Wislicenus, *20.10.1896 Strasbourg, +07.1985 Plainfield, NJ, USA, un ingénieur et constructeur qui émigra aux États-Unis en 1950; Helene Selma Habach née Wislicenus, *18.3.1898, +?, qui épousa George Habach, Glen Ridge, FL, USA; et Georg Friedrich Wislicenus, *27.3.1903 Strasbourg, +2.4.1988 Santa Rosa, CA, US, qui émigra en 1926 et fut, à partir de 1954, professeur de physique aux Universités Johns Hopkins et Penn State). Walter F. Wislicenus décéda après une courte maladie (fièvre typhoïde) le 3 octobre 1905.